# EpiVacCorona
EpiVacCorona (en russe : ЭпиВакКорона) est un vaccin contre le SARS-CoV-2 développé par le Centre national de recherche en virologie et biotechnologie VECTOR, en Russie.

## Autorisation
Le 14 octobre 2020, le président Vladimir Poutine annonce que le vaccin a été approuvé.